# Лудвиг Виктор Австрийски
Лудвиг Виктор Австрийски (на немски: Ludwig Viktor von Österreich; * 15 май 1842, † 19 януари 1919) е австрийски ерцхерцог, най-малък брат на австро-унгарския император Франц Йосиф.

## Живот
Лудвиг Виктор е роден на 15 май 1842 г. в двореца Хофбург, Виена, като Лудвиг Виктор Йозеф Антон фон Хабсбург-Лотарингия, ерцхерцог Австрийски. Той е най-малкото дете на австрийския ерцхерцог Франц Карл и на принцеса София Баварска. Негови по-големи братя са австро-унгарският император Франц Йосиф и злополучният мексикански император Максимилиан I.
Император Максимилиан първоначално вижда в брат си свой евентуален приемник на мексиканския престол и планира да го ожени за бразилската принцеса Исабела – дъщеря на император Педро II, което би направило възможно обединението на двете страни. Лудвиг Виктор обаче отхвърля тези планове, предпочитайки да се посвети на колекцията си от предмети на изкуството и строежа на дворци. Сред най-известните дворци на ерцхерцога са ренесансовият дворец на площад Шварценбергплац във Виена и дворецът Клесхайм близо до Залцбург. В своите дворци Лудвиг Виктор устройва банкети, определено предпочитайки компанията на други мъже. Неприкриваната му хомосексуалност, кулминация на която е участието му в масов бой между хомосексуалисти в централната баня на Виена, става причина през 1864 г. императорът да забрани на брат си да живее във Виена и да го изпрати в изгнание в Залцбург. Там ерцхерцогът продължава да се занимава със строежи на дворци, благотворителност и меценатство.
В края на живота си ерцхерцогът страда от душевно разстройство. Умира на 19 януари 1919 г. в двореца Клесхайм.